# Corderoíta
La corderoíta es un sulfocloruro de mercurio. Fue descrita como mineral a partir de ejemplares encontrados en la antigua mina Cordero, que actualmente forma parte de la mina McDermitt, situada en el distrito de Opalite, condado de Humboldt, Nevada (USA), y que consecuentemente es la localidad tipo. El nombre deriva del de la mina original.

## Propiedades físicas y químicas
La corderoíta es el polimorfo cúbico del Hg3S2Cl2, siendo los otros polimorfos conocidos la kenhsuita y la lavrientita. Aparece como masas granudas o como microcristales del sistema cúbico. Es de color blanco, aunque puede ser de colores amarillentos, anaranjados o rojizos por la presencia de inclusiones de cinabrio. Se altera por la acción de la luz, oscureciéndose, por lo que los ejemplares deben conservarse en la oscuridad. 

## Yacimientos
La corderoíta es un mineral raro, que se encuentra en cantidades muy pequeñas, y solamente en alrededor de una docena de yacimientos en el mundo. Aun así, es de lejos el polimorfo más común del grupo. Aparece asociada especialmente a cinabrio y a kenhsuita, y con menos frecuencia a kleinita, perroudita y capgaronnita. Además de en la localidad tipo, se ha encontrado formando ejemplares notables, con buenos cristales, en una prospección de investigación para minerales de uranio, restaurada hace tiempo, en Hohe Buche,  Königsberg,  distrito de  Kusel, Renania-Palatinado (Alemania).  En España aparece, asociada a kenhsuita, en la mina Oriental, en Chóvar (Castellón), y en la Mina Mariquita, Usagre (Badajoz).